# Kvantitatív befektetési elemzés
A kvantitatív befektetési elemzést ma[mikor?] az egyik legnagyobb technológiai ugrásnak tartják a tőkepiaci szektorban. Az egyesült államokbeli hedge fundok már mintegy 1000 milliárd USD összegű vagyont kezelnek úgy, hogy kizárólag ezen modelleket alkalmazzák, és ez szám 2010 óta lendületesen növekszik.
A kvantitatív módszerek azon axiómára épülnek, miszerint minden jelenség, amely körülöttünk történik, matematikailag leírható, és az ebből származtatott értékek statisztikai módszerekkel analizálhatók. Ebből az is következik, hogy a statisztikázhatósághoz nagy számosságra, azaz nagy elemszámú mintavételre van szükség, enélkül a statisztikai elemzés nem adja vissza a kívánt eredményeket. Ennélfogva a kvantitatív befektetési elemzések esetében is igaz: minél nagyobb a számosság, azaz a vizsgált esetek száma, annál nagyobb pontossággal határozható meg az a matematikai modell, amely alapján az adott befektetési döntést definiálni lehet.
A kvantitatív módszerek 1970-ben jelentek meg, első ízben elméleti területen, ugyanakkor a tőkepiaci gyakorlatban csak lényegesen később kezdték el alkalmazni azokat. Bár a technikát alkalmazó szolgáltatók számát illetően vannak publikus adatok, hozzá kell tenni, hogy sok esetben a “formulájuk” titokban tartása miatt nem fedik fel a piaci szereplők, hogy ők ezen elvek mentén dolgoznak. Így a matematikai modelleket alkalmazó kezelők valós száma valamint a kezelt vagyon mértéke valószínűleg magasabb a gyakorlatban a statisztikákban és tanulmányokban szereplőknél.

## Kvantitatív befektetések
A kvantitatív befektetési piacvizsgálati eljárások során a cél a lehető legpontosabb modell felépítése. A nagy elemszámú minta a pontosságon túl egyúttal az elemző személy szubjektív megfigyelését is hivatott visszaigazolni. Egy statisztikai vizsgálat adhat akár sikertelen eredményt is. Sok esetben egy szubjektív megfigyelés (modell-ötlet) visszaigazolása negatív, azaz a szubjektív megfigyelés nem igaz nagy elemszámú halmaz esetében, vagy a modell-építés nem volt pontos vagy teljes.
A kvantitatív elemzések felhasználásának egyik gyakori módja az aktív portfóliómenedzsment során beépített elemzői döntések, akár részben, akár teljes egészben. Ez a típusú aktív portfóliómenedzsment megjelenhet végtermékként akár menedzselt egyéni ügyfélszámlák, illetve befektetési alapok (leginkább hedge fundok) formájában.

#### A kvantitatív kezelési módszerek három alapvető típusa
- Nem automatizált, indikátor típusú kezelés
- Félautomatizált, emberi beavatkozással egybekötött kezelés
- Automatizált, algoritmikus kereskedés

#### A kvantitatív portfóliómenedzsment közkedveltségének okai
- Magasabb profit. Egy tanulmány szerint a kvantitatív befektetési portfóliók eredménye évente átlagosan havonta 72-504 bázisponttal haladja meg a klasszikus módon kezelt portfóliók eredményeit. Ez azt jelenti, hogy amennyiben a klasszikus módon kezelt portfóliók éves átlaghozama 5,00%, akkor ez többletprofit a kvantitatív portfóliók esetében 5,72%-10,40%-os éves hozamot eredményezhetne.
- Az elemző egyéni érzelmeinek kizárása a döntéshozatali folyamatból, amelyek sérthetik az objektivitást. A történelem során többször bebizonyosodott, hogy a nyereség iránti vágy és a veszteségtől való félelem két olyan gyakori emberi érzelem, amelyek a kezelői tevékenység során az eredményességre káros hatással lehettek.
- Diverzifikáció. A kvantitatív portfóliók további előnye, hogy jellemzően nem vagy nagyon alacsony szinten korrelálnak a klasszikus módon kezelt portfóliók eredménygörbéivel. Ezt azt jelenti, hogy bár minden kezelési mód során lehetnek hullámvölgyek, ezek a kvantitatív és nem kvantitatív kezelés esetében általában csak véletlenszerűen esnek egybe. Az alacsony korreláció természetesen igaz a kedvező emelkedések időszakaira is. Tehát összegében elmondható, hogy a kvantitatív módon kezelt elemek (egyéni számlák, alapok) hatékony elemei lehetnek egy befektetési portfóliónak.

## Kvantitatív elemzési folyamat
1. Adatbázis beszerzés. Nyers adatokból álló vagy már előkészített állapotban lévő adatbázis beszerzése. Ez jellemzően árfolyamadatokból álló óriási adatcsomagokat jelent. Elég csak meggondolni, hogy másodpercenként többször (minimum 4-szer) változik az árfolyam, és egy adatcsomag akár az elmúlt 12 évre visszamenőleg minden ilyen adatot tartalmaz.
2. Modell-építés. Az elemzők először definiálják azt a jelenséget, amely alapján modell-szerűen, objektíven leírják a döntési mechanizmust. Ezt követően leprogramozásra kerül a modell, amelyet a beszerzett adatcsomaggal együtt implementálnak egy visszatesztelésre alkalmas szoftverbe, amellyel lefolytatják a ‘mi lett volna, ha…’ teszteket.
3. Optimalizálás. Egy ilyen matematikai modellnek akár 10-100 változó paramétere is lehet, így ezek optimális kombinációját különféle módszerekkel, rengeteg variáció lefuttatásával tudják megtalálni.
4. Érzékenységi teszt, stresszteszt. További vizsgálatokat végeznek arra, hogy az egyes változó paraméterek megváltozása (vagyis a piaci karakterisztika változása) esetén, hogyan alakult volna a hozamgörbe. Természetesen külön vizsgálandók a főbb krízis események, amelyek az adott instrumentumot a múltban érintették.
5. Portfóliógenerálás. Általában egy kvantitatív kezelő több stratégiát alkalmaz párhuzamosan, diverzifikálva az egyes stratégiák között. Így a portfólió összetételére vonatkozóan további teszteket végeznek a megfelelő arányok megtalálására.
6. Folyamatos felülvizsgálat. Ez egy ismétlődő feladat, amely során bizonyos szempontrendszer alapján ellenőrzik az elemzők, hogy az adott modell mögötti szabályrendszer még mindig érvényes-e a piacra, vagy aktualizálásra szorul-e, illetve amennyiben nem aktualizálható, úgy dönthetnek az adott modell alkalmazásának elhagyásáról a jövőben.

## Négy kvantitatív elemző négy különböző működési modellel

#### Renaissance Technologies LLC (USA) - Matematikusok mint elemzők
Az egyik legrégebbi és legeredményesebb kvantitatív elveken működő kezelő a Renaissance Technologies nevű cég vezetője James Harris Simons, aki matematikus professzorként 1988-ban indította útjára Medallion elnevezésű hedge fundját. Az elemzések során matematikai alapú modellezést használva kerestek félreárazásokat a likvid tőzsdei eszközök között. 28 éves fennállása óta átlagosan mintegy 40%-os éves bruttó hozamot ért el. A Medallion már nem fogad idegen tőkét, 2005 óta zárt alapként kizárólag a tulajdonos és a cég dolgozói fektethetnek a portfólióba.

#### Two Sigma Investments LP (USA) - Mesterséges intelligencia alkalmazása
A John Overdeck, David Siegel and Mark Pickard által 2001-ben alapított cég több technológiai újítást is, többek közt mesterséges intelligenciát és megosztott számítást is alkalmaz a befektetések kezelése során.

#### Quantopian (USA) - Nyitott piactér a modellfejlesztők számára
A Quantopiant John Henry Fawcett Jr. alapította 2011-ben egyedi üzleti modell alapján, amelynek megfelelően gyakorlatilag egy kvantitatív stratégiákat megversenyeztető piacteret hozott létre. A piac egyik oldalán algoritmus-fejlesztők állnak, akik az ez irányú szabadalmaikat töltik fel a cég rendszerébe, a másik oldalon pedig azon intézményi befektetők (alapkezelők, vagyonkezelők, hedge fundok), amelyek számára a Quantopian kiajánlja a legsikeresebb algoritumusokat, megosztva az ebből származó bevételeket az adott algoritmus fejlesztőivel.

#### Alpha Capital Zrt. (HUN) - Külső elemzőcsapatként szolgáltatnak kezelőknek
Hazánkban a kvantitatív elemzési technológiát leginkább egy magyar elemzőkből álló cég, az Alpha Capital Zrt. képviseli, amelyet Vraskó Attila elemző-stratéga alapított 2011-ben. Tevékenységük fókusza főként külföldi intézményi befektetők (vagyonkezelők és alapkezelők) irányába összpontosul. A vállalat mint a cégcsoport hazai tagja leginkább a magyar iroda működése és a folyamatos fejlesztési projektek számára hivatott az operatív hátteret biztosítani.